# Trnovec pri Dramljah
Trnovec pri Dramljah – wieś w Słowenii, w gminie Šentjur. W 2018 roku liczyła 137 mieszkańców.